# Siegfried Sassoon

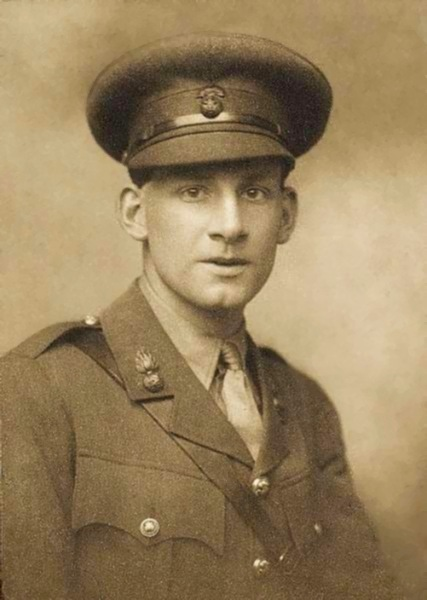
Foto Sassoons von George Charles Beresford, 1915

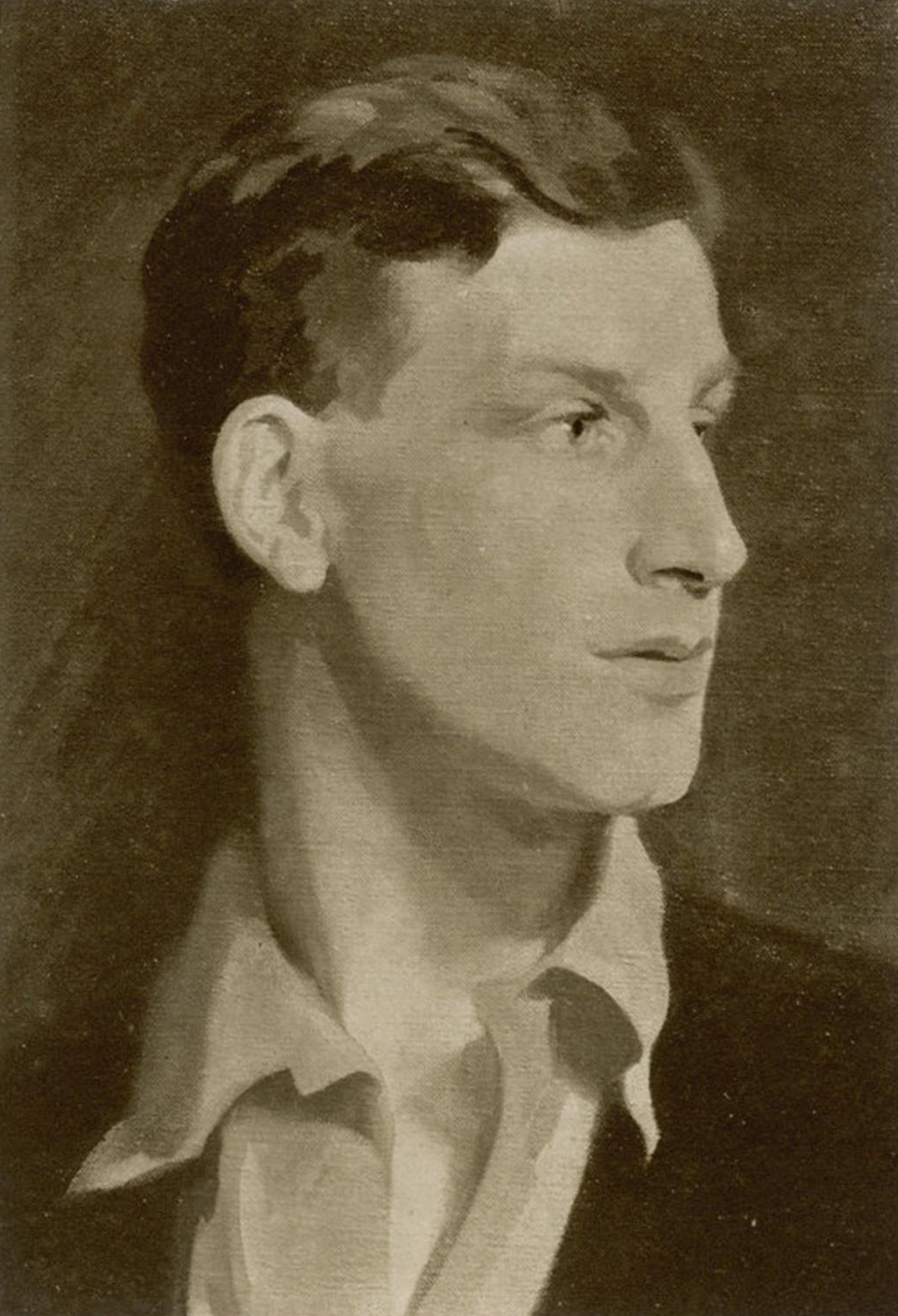
Siegfried Sassoon, Porträt von Glyn Warren Philpot

Siegfried Loraine Sassoon CBE, MC (* 8. September 1886 in Matfield, Kent; † 1. September 1967 in Heytesbury, Wiltshire) war ein britischer Dichter und Erzähler. 

## Leben und Werk
Siegfried Sassoon wuchs in einer ländlichen neugotischen Villa auf, die zuvor dem Künstler Harrison Weir gehört hatte und nach ihm „Weirleigh“ benannt wurde. Väterlicherseits entstammte er der angesehenen jüdischen Kaufmannsfamilie Sassoon. Seine Mutter, Theresa Thornycroft (1853–1947), Tochter der Bildhauer Thomas und Mary Thornycroft, stammte aus einer anglokatholischen Künstlerfamilie und war als Malerin aktiv. Sassoon verließ das Clare College in Cambridge, wo er zwischen 1905 und 1907 Jura und Geschichte studiert hatte, ohne Abschluss, und lebte als Privatier bei seiner Mutter in Kent. Seine Tage verbrachte er im Winter mit Jagden, und im Sommer spielte er Cricket; nebenbei schrieb er Gedichte, die unter Pseudonym und nur in kleinen, privat gedruckten Auflagen verbreitet wurden. In den ersten Augusttagen des Jahres 1914 meldete er sich freiwillig zum Kriegseinsatz. Im Mai 1915 kam er als Offizier der Royal Welsh Fusiliers nach Frankreich, dort befreundete er sich mit Robert Graves, der sich ebenfalls freiwillig gemeldet hatte. Beide Männer verband die Liebe zur Lyrik, die sie beide während ihres Dienstes an der Front verfassten, und die Bekanntschaft mit Edward Marsh. Sassoon hatte Marsh vor Kriegsausbruch 1914 in London getroffen und war von diesem als keimendes Dichtertalent ermutigt worden, weiter zu schreiben. In der Sammlung Georgian Poetry 1916–17 (1917) veröffentlichte Marsh Gedichte Sassoons neben denen von Graves und verhalf beiden zu öffentlicher Beachtung als große junge Dichter. 
Sassoon war zeitgenössischen Berichten zufolge ein tapferer Soldat, allerdings setzte er sich oftmals unnötigen Gefahren aus und vernachlässigte damit nach Ansicht seiner Vorgesetzten seine Pflichten als Offizier. Trotzdem wurde ihm am 27. Juli 1916 das Military Cross (MC), eine der höchsten Tapferkeitsauszeichnungen der Britischen Armee, verliehen. Sassoon wurde mehrfach verwundet und kam zur Behandlung zurück nach England. Nach einem solchen Genesungsaufenthalt in England weigerte er sich mit einem öffentlichen Bekenntnis gegen den Krieg, an die Front zurückzukehren, und schleuderte sein Military Cross in den River Mersey. Statt den bekannten Krieger zu bestrafen, entschloss sich das Kriegsministerium, ihn als „nicht mehr kriegsverwendungsfähig“ in ein Lazarett für traumatisierte Offiziere, die Opfer des sogenannten shell-shock, zu verlegen. Im Lazarett in Edinburgh traf Sassoon nicht nur auf den ihm sehr wohlgesinnten Arzt William Halse Rivers, sondern auch auf Wilfred Owen. Sassoon hatte sich zu jenem Zeitpunkt bereits einen Namen als Kriegsdichter gemacht, und er förderte den noch unbekannten Owen. Sassoon kehrte, ohne seine Einstellung zum Krieg grundsätzlich zu ändern, an die Front zurück.
Obwohl Sassoon sich etwa zu der Zeit, als er Cambridge verließ, mit seiner Homosexualität abgefunden hatte, heiratete er im Dezember 1933 Hester Gatty; das Paar bekam 1936 einen Sohn, George († 2006), und wurde 1945 geschieden.
Seine Kriegserlebnisse im Ersten Weltkrieg verarbeitete Sassoon in seinen frühen Werken wie The Old Huntsman (1917), Counter-Attack (1918) und Satirical Poems (1926). Seine halbfiktive Autobiographie The Complete Memoirs of George Sherston (1937) war in drei Teile geteilt: Memoirs of a Fox-Hunting Man (1928), der 1929 den Hawthornden-Preis gewann, Memoirs of an Infantry Officer (1930) sowie Sherston's Progress (1936).
Danach folgten weitere autobiographische Werke wie The Old Century (1938), The Weald of Youth (1942) sowie Siegfried’s Journey 1916–20 (1945). Daneben verfasste er 1948 eine Biographie des britischen Erzählers George Meredith.
Seine späten Gedichte wie Vigils (1935) und Sequences (1956) sind überwiegend spirituell. 1957 konvertierte er zum römisch-katholischen Glauben.

## Nachleben
Sassoon war eine der Hauptfiguren einer Roman-Trilogie von Pat Barker (Niemandsland, Das Auge in der Tür und Die Straße der Geister). Diese behandelt Sassoons Zeit in dem Lazarett für traumatisierte Offiziere und lässt ihn auf Robert Graves und Wilfred Owen treffen.
Der Regisseur Terence Davies drehte 2021 das Kriegsdrama und Filmporträt Benediction über Sassoon.